# Герцогство Ланкастерское

Флаг Ланкастерского Герцогства

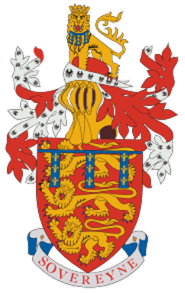
Герб герцогства Ланкастерского

Ге́рцогство Ланка́стерское (англ. Duchy of Lancaster) — совокупность недвижимого имущества, принадлежащего британскому монарху, который также носит титул герцога Ланкастерского.
Герцогство было образовано в 1399 году. Отделение герцогства Ланкастерского от прочих коронных земель последовало в царствование Генриха IV из династии Ланкастеров; с тех пор оно имело самостоятельное управление и даже свои особые суды.
Герцогству принадлежит множество архитектурных и природных памятников в графствах Ланкашир, Стаффордшир, Йоркшир, Чешир и других в центральной и северной Англии, а также в Лондоне (архитектурный комплекс в районе отеля «Савой») и в Уэльсе (замок Огмор).
Основными источниками доходов герцогства являются сельскохозяйственные угодья, сдача в аренду исторической недвижимости и финансовые инвестиции. Ежегодный доход от герцогства составляет около 20 миллионов фунтов стерлингов.
Казначейство Великобритании должно одобрять все сделки с активами герцогства свыше 200 тысяч фунтов стерлингов.
В 2017 году после опубликования досье Paradise Papers выяснилось, что герцогство Ланкастерское инвестировало около 10 миллионов фунтов стерлингов в офшорные фонды на Каймановых и Бермудских островах. Однако было заявлено, что все эти сделки законны и подлежат аудиту и что королева Елизавета II добровольно уплачивает налог с доходов от них.